# マルナーテ (Malnate)
マルナーテ（伊: Malnate）は、イタリア共和国ロンバルディア州ヴァレーゼ県にある、人口約1万6000人の基礎自治体（コムーネ）。

## 地理

### 位置・広がり

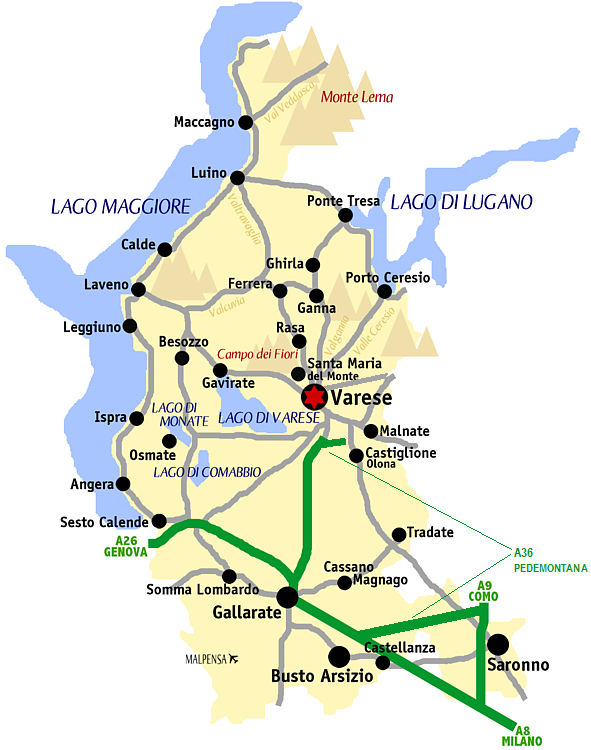
ヴァレーゼ県概略図

#### 隣接コムーネ
隣接するコムーネは以下の通り。括弧内のCOはコモ県所属を示す。
- ビナーゴ (CO)
- カンテッロ
- ロッツァ
- ソルビアーテ・コン・カーニョ (ソルビアーテ, カーニョ) (CO)
- ヴァレーゼ
- ヴェダーノ・オローナ

### 地震分類
イタリアの地震リスク階級 (it) では、4 に分類される
。

## 行政

### 分離集落
マルナーテには、以下の分離集落（フラツィオーネ）がある。
- Baraggia, Folla, Gurone, Rogoredo, Rovera, San Salvatore, Valle